# Velimir Grgić
Velimir Grgić (Požega, 1978.) hrvatski je novinar, pisac, scenarist i producent. Živi u Zagrebu gdje je magistrirao novinarstvo na Fakultetu političkih znanosti.

## Novinarstvo
Rodio se 1978. godine u Požegi. Objavljivati počinje s 15 godina u mjesečniku Heroina Nova. Jedan je od idejnih začetnika, pokretača i urednika magazina Nomad, koji uređuje sve do prestanka njegova izlaženja 2002. godine. U međuvremenu, pisao je za neke od najvećih magazina u državi i regiji, kao što su Playboy, Globus, Nacional i Klik; s 18 godina postao je urednik u Homo Volansu, a objavljivao je u časopisima Arkzin, 21. stoljeće, američki magazin The Source i mnogim drugim, a godinama je radio kao novinar portala Tportal.hr, pišući tekstove o filmu, glazbi, televiziji, lifestyleu, kulturi i društvenim fenomenima. Uredio je i brojne emisije, TV priloge i reportaže te nastupao pred kamerom pionirske T-Comove internet-televizije, pokrenute početkom 2000-ih, a kasnije transformirane u MAXtv.
Godine 2019. pisao je kolumnu za portal Telesport i postao stalni suradnik/feljtonist magazina Express (24sata).

## Televizija
Radio je i na tradicionalnoj televiziji, prije svega kao urednik i scenarist TV emisije/talk showa Zuhra Show (Nova TV), urednik i scenarist emisije Metro Život (Nova TV) te autor videokolumne Pop Uskok u glazbenoj emisiji Ružiona (HTV 2), a 2015. je postao urednik, scenarist i jedan od producenata popularnog TV pub-kviza Kvizna situacija (HRT3). Godine 2016. bio je voditelj i scenarist, kao i dio produkcijskog tima iza HTV-ovog dokumentarnog serijala CSI: Hrvatska.

## Kazalište i film
Na Dubrovačkim ljetnim igrama 2015. izvedena je kontroverzna i zabranjivana predstava Elementarne čestice u režiji Ivice Buljana, kazališna adaptacija kultnog romana Michelea Houllebecqa koju je napisao Grgić.
Dvije godine radio je u Jadran Filmu na razvoju filmskih projekata, a surađuje s brojnim filmskim festivalima, kao izbornik i član žirija u zemlji i inozemstvu; bio je umjetnički direktor Subversive Film Festivala i promotor talijanskog Far East Film Festivala za područje bivše Jugoslavije, a djeluje i kao savjetnik festivala Fantastic Zagreb te bliski suradnik slovenskog Grossmann Film & Vine Festivala.
Pisao je scenarije za filmske i TV projekte u zemlji i inozemstvu - roman Kriza, koncipiran kao igrani film i napisan s Markom Mihalincom, osvojio je nagradu SFERA za najbolji hrvatski roman 2010. godine. HAVC je sufinancirao kratki film Posljednji bunar, koji je po Grgićevu scenariju režirao Filip Filković - Philatz. Glavni je scenarist dugometražne akcijske komedije Divljaci.
Od 2017. suvlasnik je produkcijske kompanije Pulsar Produkcija, s kojom snima i razvija niz igranih i dokumentarnih projekata te se specijalizira i za snimanje filmova, korporativnog videa, glazbenih spotova, animacije i reklama.

### Knjige:
Autor:
- Eminem: Američki ninja (AGM, 2003)
- Ritam & Rima – priče o urbanoj glazbi (AGM, 2004)
- Žuti titl – drugačija filmska enciklopedija (AGM, 2004)
- Jegulje, grah, bukkake – vodič kroz japanske seks-fetiše (Jesenski i Turk, 2005)
- Povratak Žutog titla – ukoričeni filmski zabavnik (AGM, 2005)
- Katane, lignja, bradavice – vodič kroz japanski film (Jesenski i Turk, 2006)
- GONZO – pisanje, droga & rock'n'roll (Šareni dućan, 2007)
- Harakiri, jaje, amputacije - Seks i smrt u japanskoj kulturi (Jesenski i Turk, 2009)
- Kriza - hrvatski horor (Algoritam, 2010)
- Hrvatski gen - Snovi o bijegu s brdovitog Balkana (Jesenski i Turk, 2011)
- Banzai Manzai!!! - Vodič kroz japansku komediju (Jesenski i Turk, 2013)
- Bog vas mrzi (24 Sata, 2015) - biblioteka Balkan Noir, triler-roman za kioske
- K-FILM - Vodič kroz korejsku kinematografiju u pet epizoda (Jesenski i Turk, 2015)
- K-POP Najveća K-Pop enciklopedija na svijetu (MBBooks, 2020)
- TIKTOK BOOK (MBBooks, 2020)
- Teorije zavjere 21. stoljeća (MBBooks, 2021)
- Industrija sreće - Kako je kult samopomoći oblikovao naše živote u 21. stoljeću (MBBooks, 2022)
- Album na dan - 365 najvažnijih albuma koje morate poslušati (dio grupe autora, Buddha Bar, 2024.)
- Žuti titl III - 50 najboljih nikad snimljenih filmova svih vremena(Rockmark, 2024)

Urednik:
- Nika Ilčić, Planet Nika (MBBooks, 2018)
- Ivana Banfić, Devedesete (Znanje, 2020)

## Filmografija

### Filmski rad
- Sevdah o Rodama kao Velimir Grgić (2007.)
- Hip hop priča iz Hrvatske kao Velimir Grgić (2008.)
- Kino moje malo kao Velimir Grgić (2010.)
- Broj 55 kao zapovjednik srpskih snaga (2014.)
- Posljednji Bunar kao kupac mesa (2017.) - scenarist
- Happy End: Glup i gluplji 3 kao glas naroda #1 (2018.)
- Ljubav je jača od minobacača - scenarist (2019.)
- Divljaci - scenarist (2020.)
- Oklop na četiri rijeke - scenarist i producent (2020.)
- Riječki orao - scenarist i producent (2021.)
- Osma zapovijed - scenarist i producent (2022.)
- Duhovi Istre - scenarist i producent (2022.)
- Rijeke grada Karlovca - scenarist i producent (2023.)
- Stari grad Dubova - scenarist i producent (2023.)
- Nikola Tesla kao Karlovački učenik - scenarist i producent (2023.)
- Povijest kina Edison - scenarist i producent (2023.)
- Zlatno doba Karlovca - scenarist i producent (2023.)
- Rat bez rata - scenarist i producent (2024.)
- Nema ne mogu - scenarist i producent (2024.)

### Televizijski rad
- Metro život (2006.) kao urednik i scenarist
- Zuhra Show (2006.) kao urednik i scenarist
- Ružiona (2012.) kao komentator
- Kvizna situacija (2015.) kao scenarist i jedan od producenata
- CSI Hrvatska (2016.) kao voditelj, scenarist i jedan od producenata

## Vanjske poveznice
PULSAR PRODUKCIJA
Velimir Grgić u internetskoj bazi filmova IMDb-u (engl.)